# 安伊卡·奥努拉

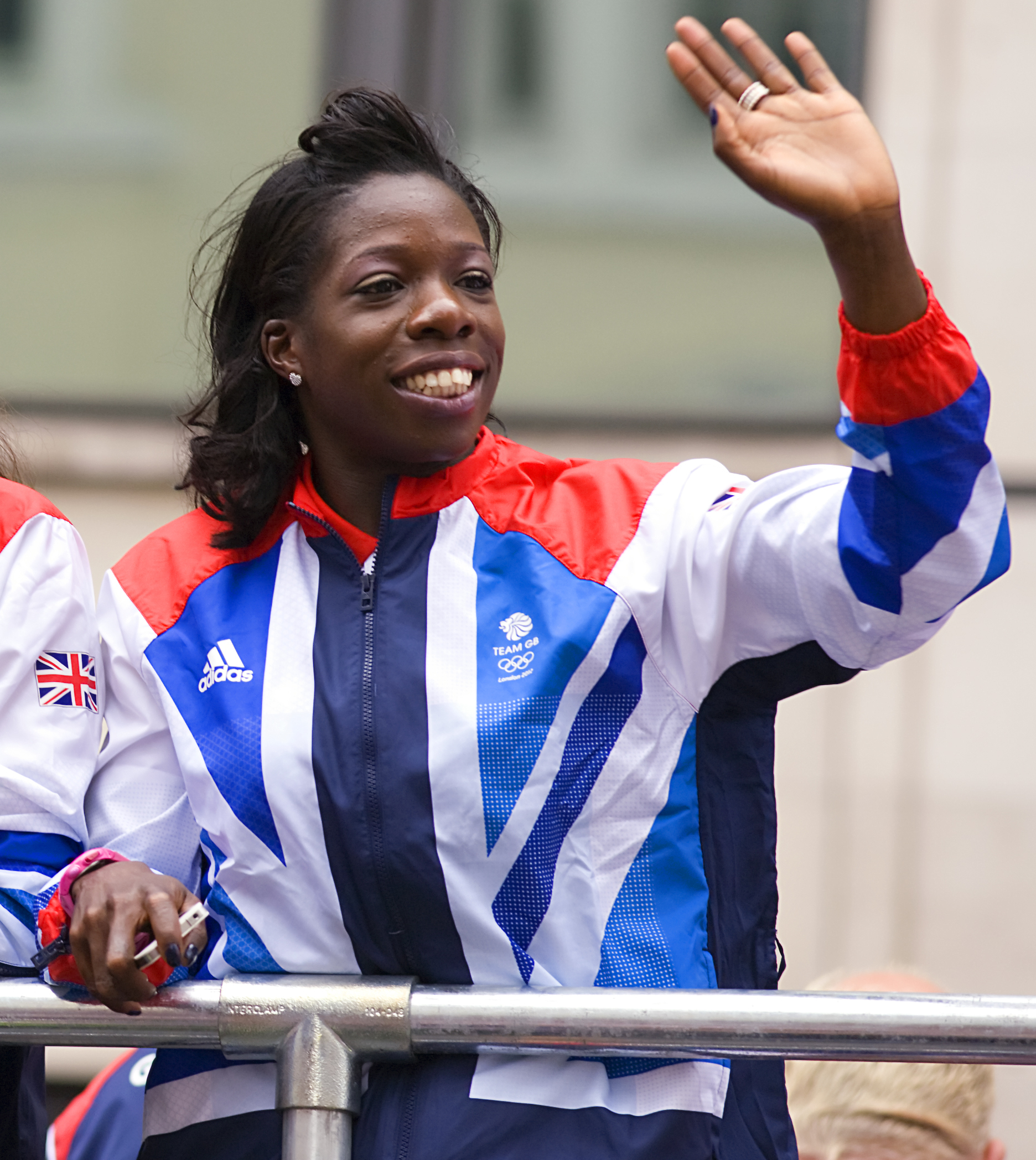
安伊卡·奥努拉于伦敦奥运会胜利庆典

安伊卡·奥努拉（英語：Anyika Onuora，1984年10月28日—）是一名参加100米赛跑、200米赛跑、400米赛跑、400米接力赛跑和1600米接力赛跑的退役英国短跑田径运动员。她曾代表英国参加2012年伦敦奥运和2016年里约奥运，其中在2016年里约奥运获得女子4×400米接力的铜牌。